# Henry Wittenberg
Henry Wittenberg (* 18. September 1918 in Jersey City, New Jersey; † 9. März 2010 in Somers, New York) war ein US-amerikanischer Ringer.

## Werdegang
Henry Wittenberg erlernte das Ringen auf dem College und an der Universität. 1939 wurde er US-Hochschulmeister (NCAA-Champion) im Mittelgewicht (Freistil). Von 1939 bis zu den Olympischen Spielen 1952 in Helsinki verlor Wittenberg keinen einzigen Kampf. Erst der Schwede Viking Palm besiegte ihn im Kampf um die Goldmedaille. Wittenberg war bereits 1948 in London Olympiasieger im Halbschwergewicht (Freistil) geworden, so dass er es verschmerzen konnte, in Helsinki „nur“ die Silbermedaille zu gewinnen. 
1950 nahm er an der Makkabiade teil und gewann eine Goldmedaille. Bei der nächsten Makkabiade 1953 konnte er diesen Erfolg wiederholen.
Nach seiner aktiven Zeit war Wittenberg Ringertrainer an der Yeshiva University in New York und von 1967 bis 1979 trainierte er am City College of New York den Nachwuchs. 1969 war er außerdem Cheftrainer des US-Olympiateams der Ringer.

## Internationale Erfolge
(OS = Olympische Spiele, F = Freistil, Mi = Mittelgewicht, HS = Halbschwergewicht)
- 1948, Goldmedaille, OS in London, F, HS, mit Siegen über József Tarányi (Ungarn), John Sullivan (Großbritannien), Pekka Mellavuo (Finnland), Muharrem Candaş (Türkei), Bengt Fahlkvist (Schweden) und Fritz Stöckli (Schweiz)
- 1952, Silbermedaille, OS in Helsinki, F, HS, mit Siegen über Rodolfo Padron (Venezuela), Willy Lardon (Schweiz), August Englas (UdSSR), Adil Atan (Türkei) und einer Niederlage gegen Viking Palm (Schweden)

## Nationale Erfolge
- 1939, 1. Platz, US-Hochschulmeisterschaft (NCAA-Championship), F, Mi
- 1940 und 1941, US-amerikanischer Meister (AAU-Champion), F, Mi
- 1943, 1944, 1946, 1947, 1948 und 1952, US-amerikanischer Meister (AAU-Champion), F, HS

## Ehrungen
1977 wurde Henry Wittenberg in die National Wrestling Hall of Fame und 1979 in die International Jewish Sports Hall of Fame aufgenommen. Vier Jahre später erfolgte die Aufnahme in die National Jewish Sports Hall of Fame.